# کنجیرو ایشیمارو
کنجیرو ایشیمارو (انگلیسی: Kenjirō Ishimaru; ۱ نوامبر ۱۹۵۳ – ) بازیگر، شیوه روایت اهل ژاپن بود.
از فیلم‌ها یا برنامه‌های تلویزیونی که وی در آن نقش داشته‌است می‌توان به توکیو!، باران سیاه، حلقه ۲، و اونمیوجی اشاره کرد.